# أولاد قاسم (قرقنة)
أَوْلاَد قَاسِم قرية بجزيرة شرقي بأرخبيل قرقنة التونسي.
1. ↑  "المناطق الترابية (العمادات) حسب الولايات والمعتمديات". اطلع عليه بتاريخ 2024-11-30.